# Mouvement populaire de la révolution

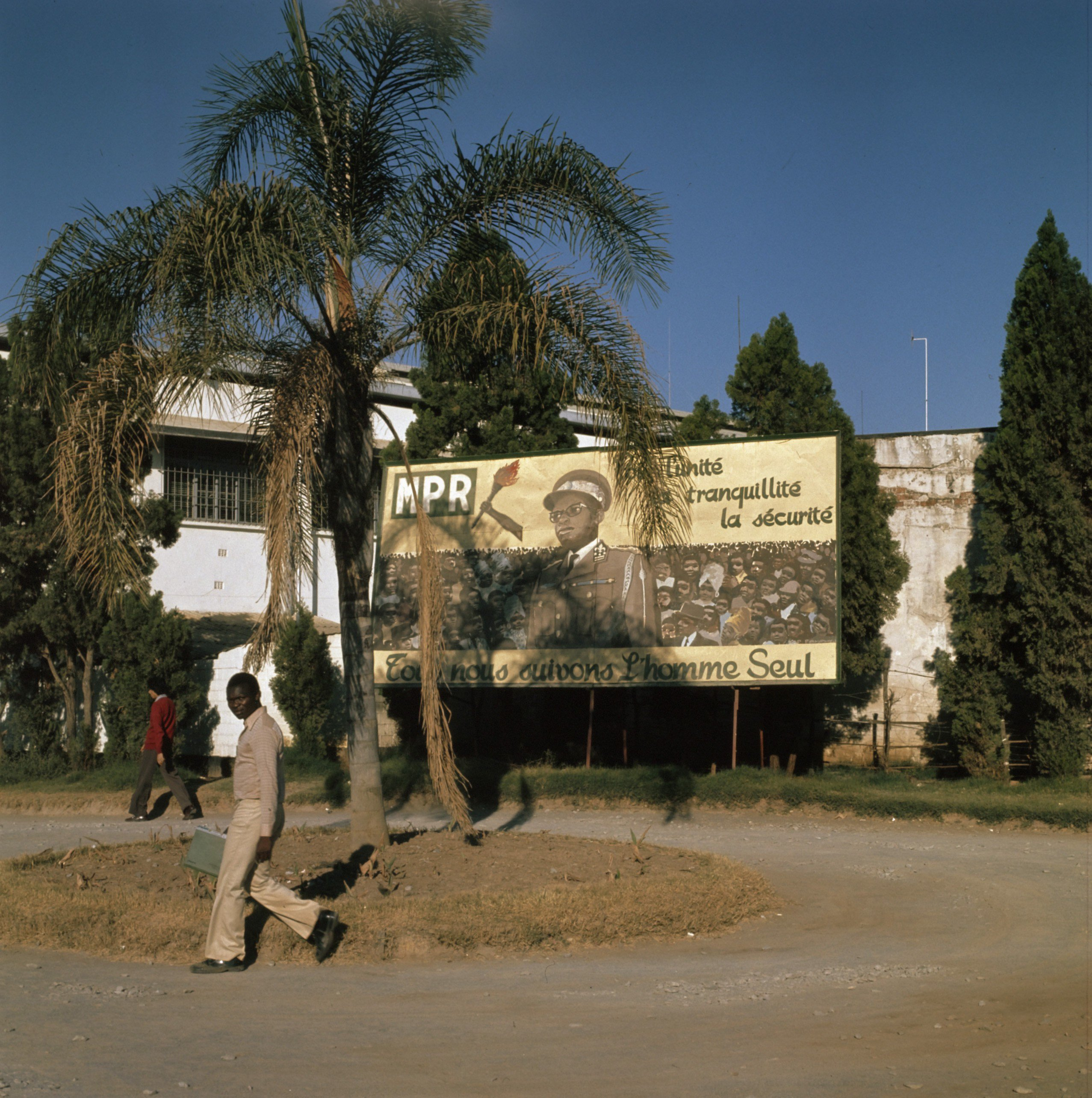
Affiche du MPR à Kinshasa en 1973.

Le Mouvement populaire de la révolution (MPR) est un parti politique de la république démocratique du Congo, fondé le 20 mai 1967 par Joseph-Désiré Mobutu, Justin Bomboko, Joseph Untube N'singa Udjuu et Étienne Tshisekedi. Parti unique dont tous les Congolais (ou Zaïrois) étaient membres de droit et ce dès leur naissance, il devint l'instrument exclusif et légitime de la vie politique, économique et sociale du pays. L'idéologie qui l'anime est le mobutisme, littéralement « la pensée, les enseignements et les actes du président-fondateur du MPR ». Derrière cette façade idéologique, le MPR a permis à Mobutu et sa «famille» de monopoliser le pouvoir politique tout en encadrant strictement la population.
Le manifeste de la N'sele (ou de la Nsélé) est la charte rédigée par Joseph Mobutu, Justin Bomboko, Étienne Tshisekedi et Joseph Untube N'singa Udjuu, promulguée le 20 mai 1967.
Le MPR présente une candidate (parmi 32 autres candidats) à l’élection présidentielle du 30 juillet 2006, Catherine Nzuzi. Sur l'espace politique relativement restreint des partisans mobutistes, elle devra faire face à la concurrence de Pierre Pay-Pay (ancien gouverneur de la Banque Centrale du Zaïre de 1985 à 1991, désastreuse période de zaïrianisation de l'économie) et de François Joseph Nzanga Mobutu, fils du défunt président-fondateur.
Le parti a été rebaptisé « MPR fait privé » par ses actuels dirigeants après une longue dispute au sein même de ceux qui se réclament comme étant les dignes successeurs du défunt maréchal Mobutu ; entre autres sa propre famille naturelle et ses anciens collaborateurs politiques.